# Markus Hammer (Schauspieler)

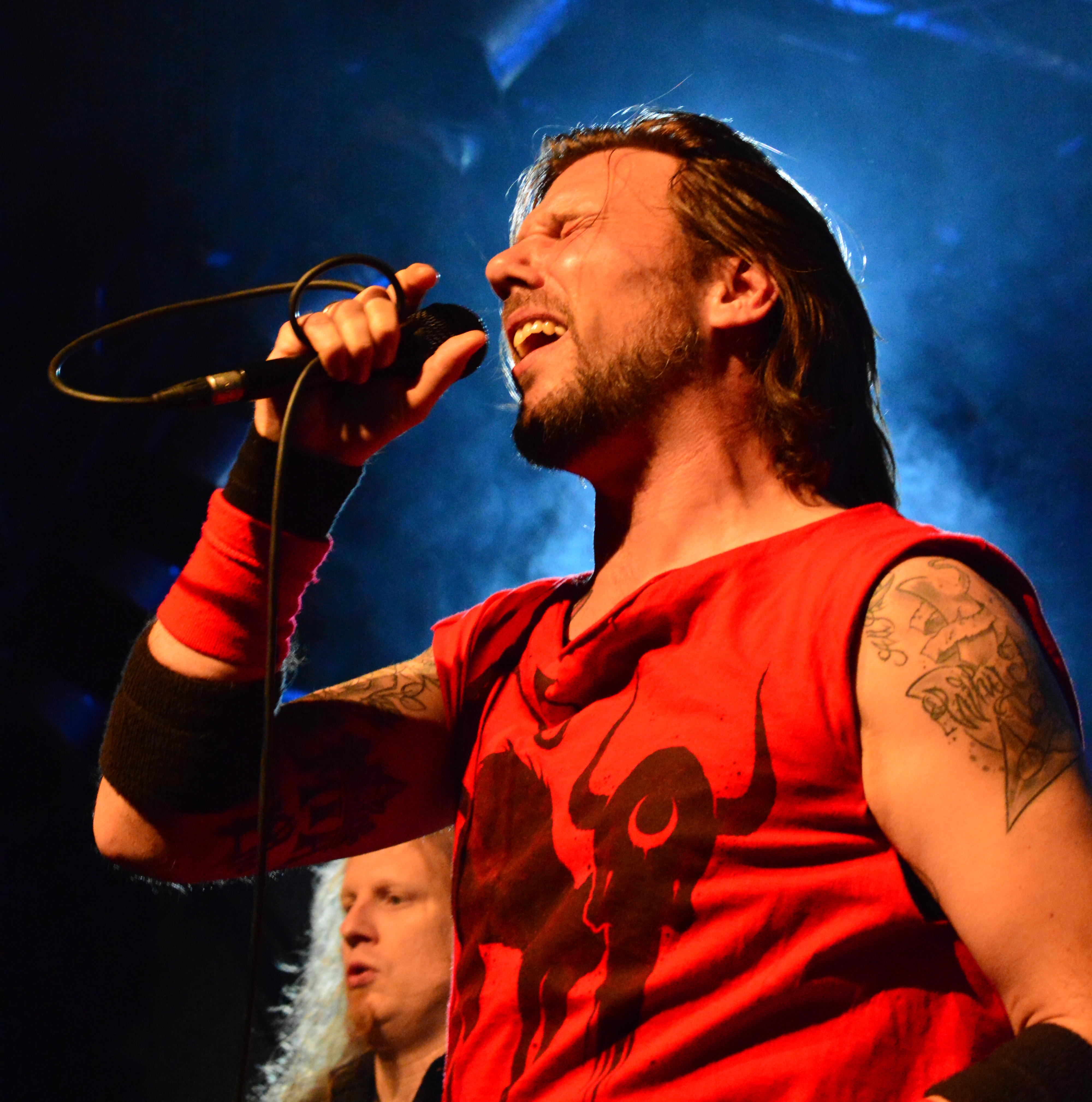
Markus Hammer als Sänger von The New Black

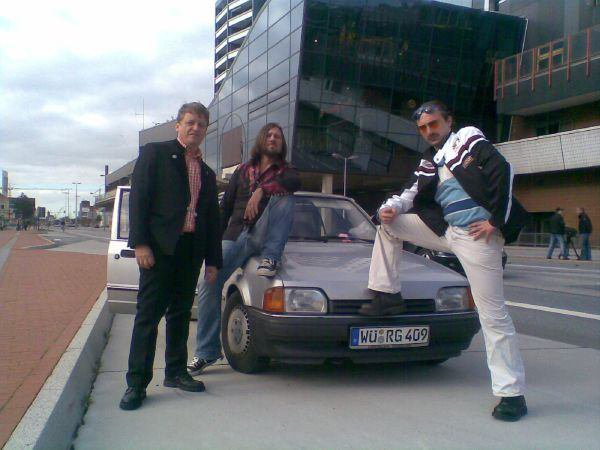
Markus Hammer (Mitte) mit Frank-Markus Barwasser (links) am Set zu Unterwegs nach woanders in Bremerhaven

Markus Hammer (* 1. Juni 1977 in Würzburg) ist ein deutscher Schauspieler und Musiker.

## Leben
Mit 15 Jahren gründete Hammer seine erste Band Mr. Crossfire, die später in MCF (Motion Control Foundation) umbenannt wurde. 2005 bekam die Band den Jugendkulturförderpreis der Stadt Würzburg verliehen.
2007 gehörte Hammer (Künstlername: "Fludid") zu den Gründungsmitgliedern der Würzburger Heavy-Rock-Band The New Black, mit der er vier Alben veröffentlichte und mehrfach durch Deutschland, Österreich und die Schweiz tourte.
2008 spielte Hammer an der Seite von Frank-Markus Barwasser in dem Fernsehfilm Unterwegs nach woanders mit. 2009 wurde der Film für den Grimme-Preis nominiert.
Der Regisseur Thomas Heinemann, der Markus Hammer bereits 1998 für Theaterstücke im Theater am Neunerplatz einsetzte, engagierte Hammer 2014 für den Kinderfilm Lola auf der Erbse als Lolas Vater.
Im gleichen Jahr spielte er in der TV-Serie Positive Sinking eine der beiden Hauptrollen. Die Sendung wurde erstmals als Webserie veröffentlicht und anschließend auf dem Bayerischen Rundfunk ausgestrahlt.
2018 feierte der Film Perfect Silence auf dem Filmfest Würzburg seine Weltpremiere, in dem Markus Hammer neben seinem langjährigen Freund Martin Maria Eschenbach die Hauptrolle spielt.
Seit 2014 wird Markus Hammer von der Schauspielagentur Hübchen in Berlin vertreten.

## Filmografie
- 2004: Besser als Schule
- 2008: Unterwegs nach woanders
- 2012: Positive Sinking
- 2014: Lola auf der Erbse
- 2018: Perfect Silence
- 2019: Lucie. Läuft doch![6]
- 2019: 4 Blocks / Staffel 3[7]
- 2020: In aller Freundschaft (Fernsehserie, Folge Unter Vätern)
- 2021: Notruf Hafenkante (Fernsehserie, Folge Das Tor zur Welt)
- 2024: In aller Freundschaft – Die jungen Ärzte (Fernsehserie, Folge Abgrund)